# Boisné-la-Tude
Boisné-la-Tude es una comuna nueva francesa situada en el departamento de Charente, de la región de Nueva Aquitania.

## Historia
Fue creada el 1 de enero de 2016, en aplicación de una resolución del prefecto de Charente de 17 de noviembre de 2015 con la unión de las comunas de Charmant, Chavenat y Juillaguet, pasando a estar el ayuntamiento en la antigua comuna de Charmant.

## Demografía
| Gráfica de evolución demográfica de Boisné-la-Tude entre 1800 y 2013 |
|                                                                      |

Los datos entre 1800 y 2013 son el resultado de sumar los parciales de las tres comunas que forman la nueva comuna de Boisné-la-Tude, cuyos datos se han cogido de 1800 a 1999 (o a 2006 según corresponda), para las comunas de Charmant, Chavenat y Juillaguet de la página francesa EHESS/Cassini. Los demás datos se han cogido de la página del INSEE.

## Composición
| Comuna delegada | Código INSEE | Población (2013) | Superficie (km²) | Densidad (hab./km²) |
| --------------- | ------------ | ---------------- | ---------------- | ------------------- |
| Charmant        | 16082        | 361              | 17.15            | 21                  |
| Chavenat        | 16092        | 212              | 9.83             | 22                  |
| Juillaguet      | 16172        | 150              | 7.27             | 21                  |